# Trhypochthoniidae
Trhypochthoniidae é uma família de ácaros pertencentes à ordem Sarcoptiformes.

## Géneros
Géneros (lista incompleta):
- Afronothrus Wallwork, 1961
- Albonothrus Tseng, 1982
- Allonothrus Hammen, 1953